# Quilmes (cerveza)
Quilmes es una cerveza argentina. Fue fundada por Otto Bemberg en la ciudad homónima en 1888 y el 31 de mayo de 1890 se lanzó al público. Desde 2006 es parte de la empresa Anheuser-Busch InBev.

## Historia

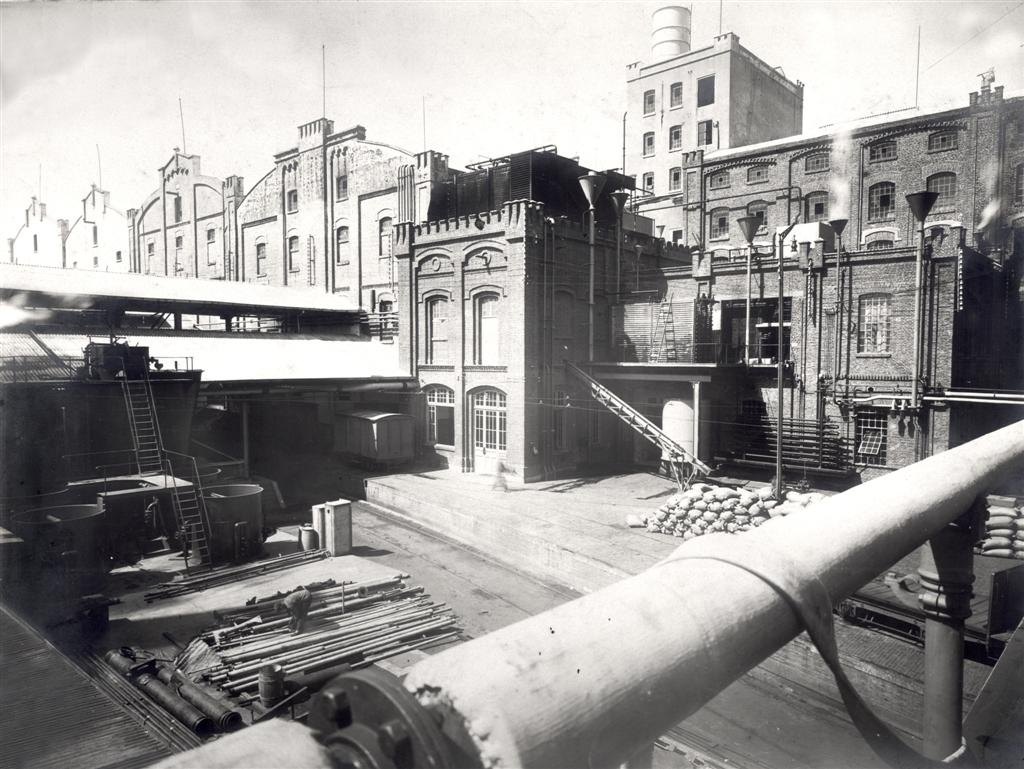
La Cervecería Quilmes a principios del.

Otto Bemberg llegó a la Argentina desde Alemania en 1852.
Eligió la localidad de Quilmes debido a la calidad del agua y la cercanía con la estación de trenes, lo que la hacía un lugar propicio para fundar su cervecería. El 31 de octubre de 1890, luego de dos años de trabajo, inició la comercialización de la cerveza Quilmes. Con el tiempo, Quilmes traspasó los límites de la ciudad, llegando a todo el país y logrando una producción a gran escala. Se inauguraron nuevas cervecerías en lugares como Rosario, Corrientes, Mendoza, Zárate, Tucumán y una maltería propia en Tres Arroyos. La empresa rápidamente se tornó en monopolio, absorbiendo a sus competidores. Por tal motivo, comenzó a tener problemas con el fisco por evasión impositiva. Esta situación litigiosa tuvo repercusiones en el tiempo. Durante la década del 30 y del 40, el grupo Bemberg monopolizó la producción cervecera de Argentina: fue tomando muchas cervecerías del país (a excepción de algunas cervecerías de Santa Fe), después de arruinar a sus legítimos dueños por la competencia desleal. Tomó todas las fábricas de levadura y monopolizó las malterías. Era desde ese momento el “Rey de la Cerveza”; como tal, había terminado con todos.  La empresa sería intervenida en 1944 por el gobierno de Farrell, tras comprobarse los vínculos de la familia Bemberg con el gobierno alemán.
El 4 de febrero de 1955, tras un fallo judicial por deudas que el grupo Bemberg mantenía con el Estado, el Congreso le entregó el manejo de la empresa al sindicato cervecero.
En el 2006, la compañía fue adquirida el grupo belga-brasileño Anheuser-Busch InBev.

## Producto

### Ingredientes
Actualmente la cerveza se elabora con ingredientes 100 % argentinos y 100 % naturales, sin ningún tipo de conservante ni aditivo. Entre sus ingredientes están:
- Malta de cebada: Es el ingrediente principal porque es la encargada de darle un sabor, color, cuerpo y espuma.

- Lúpulo patagónico: Es conocido como el condimento de la cerveza. Crece en climas fríos y secos, y por esa razón, sólo se lo puede encontrar en cinco lugares del mundo y uno es en el sur argentino. Quilmes está elaborada con tres variedades de lúpulo: Nugget, Cascade y Mapuche. Todos son cultivados en El Bolsón [cita requerida], y juntos le dan a la cerveza su aroma, sabor y amargor.

- Cereales no malteados: El maíz cumple un rol fundamental en la elaboración. Es el encargado de balancear la cebada y de darle su textura características. Este proviene del norte argentino.

### Variedades
Clásica, Bock, Stout, Lieber, Doble Malta y Red Lager, son las variedades elaboradas por Quilmes.
| Variedad    | Características | Graduación alcohólica |
| ----------- | --- | --------------------- |
| Clásica     | Cerveza lager argentina, elaborada con ingredientes nacionales. Con equilibrio entre el suave amargor del lúpulo y el sabor del cereal. Color amarillo dorado brillante. Amargor: 15 IBU. Temperatura ideal: 3 °C               | 4,9 %                 |
| Bock        | Cerveza negra-borravino, robusta y persistente. Sabor acaramelado y tostado amargo, debido a la selección de cebadas malteadas con las que se produce. Amargor: 19 IBU. Temperatura ideal: 5 °C                                 | 6,3 %                 |
| Stout       | Cerveza negra, de cuerpo y espuma cremosa, su intenso amargor se compensa con notas de chocolate y café provenientes del golpe de fuego que recibe la malta al momento de ser tostada. Amargor: 15 IBU. Temperatura ideal: 7 °C | 5 %                   |
| Red Lager   | Cerveza roja. Amargor: 16 IBU. Temperatura ideal: 4 °C | 4,9 %                 |
| 0,0 %       | Cerveza similar a una Lager, aunque sin alcohol. Elaborada con ingredientes mediante un proceso especial en el que las levaduras no llegan a fermentar totalmente los azúcares. Amargor: 12 IBU. Temperatura ideal: 2 °C        | 0 %                   |
| IPA         | Cerveza IPA. Elaborada con malta de cebada y lúpulo de la Patagonia. Amargor: Leve amargor con perfiles cítricos. Temperatura ideal: 5 °C                                                                                       | 4,9 %                 |
| Doble Malta | Cerveza Pilsen y Carapils combinada. Leve dulzor y amargor que contrarresta. Amargor: 16,5 IBU. Temperatura ideal: 4° | 5,2%                  |

## Maestro cervecero
El maestro cervecero de Quilmes se llama Luis Dimotta, que lidera un equipo de maestros cerveceros que, junto a más de 2 mil personas, se encargan de elaborar las cervezas de cada variedad de la marca. [cita requerida]